# Parvoscincus banahaoensis
Parvoscincus banahaoensis — вид сцинкоподібних ящірок родини сцинкових (Scincidae). Ендемік Філіппін.

## Поширення і екологія
Parvoscincus banahaoensis відомі з типової місцевості, розташованої на горі Банахао на острові Лусон, на висоті 1275 м над рівнем моря. Вони живуть у вологих гірських тропічних лісах, під камінням і поваленими деревами.

## Збереження
МСОП класифікує цей вид як вразливий. Parvoscincus banahaoensis може загрожувати знищення природного середовища.